# Nikola Nikezić
Nikola Nikezić (serbisch-kyrillisch Никола Никезић; * 13. Juni 1981 in Titograd, SFR Jugoslawien) ist ein ehemaliger montenegrinischer Fußballspieler.

## Werdegang
Nikezić begann seine Profikarriere beim FK Budućnost Podgorica in seiner Heimatstadt, mit dem er in der Prva liga SR Jugoslavije antrat. Zunächst Ergänzungsspieler, der seine Partien als Einwechselspieler bestritt, etablierte er sich in der Spielzeit 2000/01 als Stammspieler. Am Ende der Saison stieg er mit dem Klub aus der ersten Liga ab, blieb ihm jedoch zunächst treu. In der zweiten Liga bestritt er jedoch nur eine Halbserie für den Klub, ein halbes Jahr war er an den Ligarivalen FK Bokelj Kotor verliehen. Nach dem verpassten Wiederaufstieg mit Budućnost Podgorica verließ er zum Saisonende den Klub.
Nikezić schloss sich dem Erstligisten FK Sutjeska Nikšić an. An der Seite von Milenko Milošević, Dejan Rabrenovic und Dražen Medjedovic belegte er mit dem Klub hinter FK Partizan Belgrad, FK Roter Stern Belgrad und OFK Belgrad in seiner ersten Spielzeit den vierten Platz. In der folgenden Spielzeit erzielte er zwölf Saisontore. Zwar reichte das nur für den achten Tabellenplatz, er gehörte jedoch zum Aufgebot für die Olympischen Spiele 2004 in Athen. Dabei kam er in zwei Spielen zum Einsatz, blieb aber ohne Torerfolg und schied mit der Auswahlmannschaft als Gruppenletzter aus. In der anschließenden Spielzeit 2004/05 ließ Nikezić seine Torgefahr vermissen, mit vier Toren konnte er den Abstieg des Klubs nicht verhindern.
Nikezić verließ Serbien und Montenegro im Sommer 2005 und wechselte zum slowenischen Erstligisten NK Domžale. In der Slovenska Nogometna Liga lief er an der Seite von Slaviša Dvorančič, Darijan Matič und Branko Ilič auf. Mit zehn Saisontoren gehörte er zu den Stützen, die dem Klub die Vizemeisterschaft hinter ND Gorica ermöglichten. Daraufhin warb ihn der Konkurrent ab, um den Torschützenkönig Miran Burgić zu ersetzen, der den Klub in Richtung Schweden verlassen hatte. Nikezić wusste die Lücke adäquat auszufüllen und führte den Klub mit 22 Saisontoren zum Landesmeistertitel, womit er sich zudem zum Torschützenkönig krönte.
Nikezićs Erfolge hatten sich außerhalb der Landesgrenzen herumgesprochen. Einerseits kam er zu seinem Länderspieldebüt für die montenegrinische Nationalmannschaft, andererseits erhielt er Angebote aus dem Ausland. Im Sommer 2007 verließ er daher Slowenien und schloss sich dem französischen Klub Le Havre AC in der Ligue 2 an. Mit sieben Toren trug er an der Seite von Guillaume Hoarau, Christophe Revault, Amadou Alassane und Nicolas Gillet zum Aufstieg des Klubs in die Ligue 1 bei. Dort konnte er sich jedoch nicht behaupten und kam teilweise nur noch für die zweite Mannschaft des Klubs zum Einsatz, so dass er nicht im Abstiegskampf helfen konnte und mit dem Klub den Gang in die Zweitklassigkeit antrat
Nachdem Nikezić in der zweiten Liga erneut nur unregelmäßig Spielzeit erlangte, nahm er im März 2010 ein Angebot des russischen Zweitligisten FK Kuban Krasnodar an.
Zur Saison 2012/13 schloss sich Nikezić dem slowenischen Erstligisten NK Olimpija Ljubljana an. Im Februar 2014 wechselte er zum thailändischen Verein Chainat FC und beendete dort zum Jahresende seine Karriere.